# Asnawi Mangkualam
Asnawi Mangkualam Bahar (sinh ngày 4 tháng 10 năm 1999) là một cầu thủ bóng đá chuyên nghiệp người Indonesia, hiện đang thi đấu ở vị trí hậu vệ phải hoặc tiền vệ phòng ngự và là đội trưởng của đội tuyển bóng đá quốc gia Indonesia.

## Sự nghiệp câu lạc bộ

### Persiba Balikpapan
Sau nhiều năm thi đấu trong các đội trẻ của PSM Makassar, Asnawi chuyển đến Persiba Balikpapan để tham gia Liga 1 2016 (một giải tạm thời thay thế cho Giải bóng đá Siêu cúp Indonesia đã bị hủy bỏ sau cuộc chia rẽ của PSSI dẫn đến việc FIFA tạm ngừng Indonesia tham gia vào năm 2015). Ngay sau đó, anh nhanh chóng trở thành cầu thủ trẻ nhất ghi bàn trong giải đấu khi lập công ở tuổi 17 và 5 ngày trong một trận đấu gặp Bali United tại Sân vận động Kapten I Wayan Dipta.

### PSM Makassar
Sau khi Liga 1 trở thành giải đấu bóng đá ổn định nhất tại Indonesia, Asnawi quay trở lại PSM Makassar vào năm 2017. Anh ra mắt trong trận đấu với Persela Lamongan tại Cúp Tổng thống Indonesia, giải đấu chuẩn bị cho mùa giải của Liên đoàn. Ngày 16 tháng 4, Asnawi có trận ra mắt tại Liga 1 với PSM trong trận thắng 3-1 trước đối thủ cũ Persela Lamongan, và anh chơi toàn bộ 90 phút. Asnawi kết thúc mùa giải với chỉ 9 lần ra sân.

## Thống kê sự nghiệp

### Quốc tế
Tính đến ngày 28 tháng 1 năm 2024
| Đội tuyển quốc,gia | Năm       | Trận | Bàn |
| ------------------ | --------- | ---- | --- |
| Indonesia          | 2017      | 1    | 0   |
| Indonesia          | 2021      | 15   | 1   |
| Indonesia          | 2022      | 8    | 0   |
| Indonesia          | 2023      | 12   | 0   |
| Indonesia          | 2024      | 4    | 1   |
| Tổng cộng          | Tổng cộng | 40   | 2   |

### Bàn thắng quốc tế
| #  | Ngày                 | Địa điểm                                       | Đối thủ  | Bàn thắng | Kết quả | Giải đấu           |
| -- | -------------------- | ---------------------------------------------- | -------- | --------- | ------- | ------------------ |
| 1. | 12 tháng 12 năn 2021 | Sân vận động Bishan, Bishan, Singapore         | Lào      | 1–0       | 5–1     | AFF Cup 2020       |
| 2. | 19 tháng 1 năm 2024  | Sân vận động Abdullah bin Khalifa, Doha, Qatar | Việt Nam | 1–0       | 1–0     | AFC Asian Cup 2023 |